# Saison 2015 de l'équipe cycliste Ecuador
La saison 2015 de l'équipe cycliste Ecuador est la troisième de cette équipe, mais la deuxième en tant qu'équipe continentale.

## Préparation de la saison 2015

### Arrivées et départs
| Arrivées         | Équipe 2014            |
| ---------------- | ---------------------- |
| José Bone        | CD Pichincha           |
| Jefferson Cepeda |                        |
| Daniel Dominguez | Christina Watches-Kuma |
| João Gaspar      | Centre mondial         |
| Adrián Jaramillo |                        |

| Départs          | Équipe 2015          |
| ---------------- | -------------------- |
| Jonathan Caicedo | Strongman-Campagnolo |

## Coureurs et encadrement technique

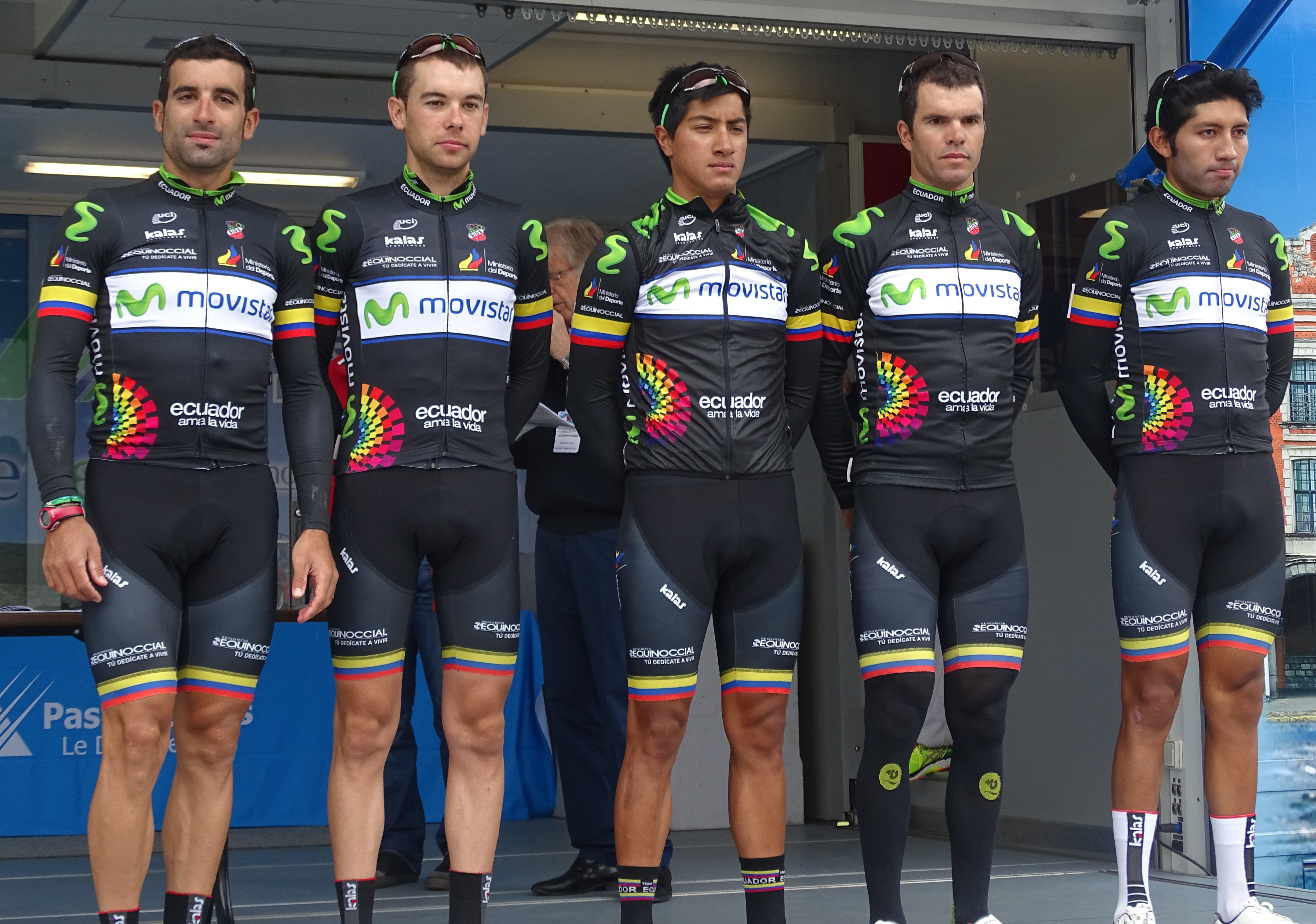
Daniel Dominguez, Higinio Fernández, Jorge Luis Montenegro, Jaume Rovira et Carlos Quishpe lors du départ de la 2e étape du Paris-Arras Tour 2015 à Ficheux.

### Effectif
| Cycliste,             | Date de naissance | Nationalité | Équipe 2014            |  |
| --------------------- | ----------------- | ----------- | ---------------------- |  |
| José Bone             | 7 juillet 1989    | Équateur    | CD Pichincha           |  |
| Isaac Carbonell       | 15 juillet 1994   | Espagne     | Ecuador                |  |
| Jefferson Cepeda      | 2 mars 1996       | Équateur    |                        |  |
| Daniel Dominguez      | 16 juin 1985      | Espagne     | Christina Watches-Kuma |  |
| Higinio Fernández     | 6 octobre 1988    | Espagne     | Ecuador                |  |
| João Gaspar           | 19 février 1992   | Brésil      | Centre mondial         |  |
| Byron Guamá           | 14 juin 1985      | Équateur    | Ecuador                |  |
| Pablo Hidalgo         | 16 juillet 1987   | Équateur    | Ecuador                |  |
| Adrián Jaramillo      | 1er mars 1996     | Équateur    |                        |  |
| Jorge Luis Montenegro | 26 septembre 1988 | Équateur    | Ecuador                |  |
| Segundo Navarrete     | 21 mai 1985       | Équateur    | Ecuador                |  |
| Carlos Quishpe        | 21 juillet 1991   | Équateur    | Ecuador                |  |
| José Ragonessi        | 11 décembre 1984  | Équateur    | Ecuador                |  |
| Sebastián Rodríguez   | 14 juin 1994      | Équateur    | Ecuador                |  |
| Jaume Rovira          | 3 novembre 1979   | Espagne     | Ecuador                |  |
| Jordi Simón           | 6 septembre 1990  | Espagne     | Ecuador                |  |
| Albert Torres         | 26 avril 1990     | Espagne     | Ecuador                |  |
| Henry Velasco         | 17 novembre 1992  | Équateur    | Ecuador                |  |
| Esteban Villareal     | 19 mai 1996       | Équateur    |                        |  |

Portraits
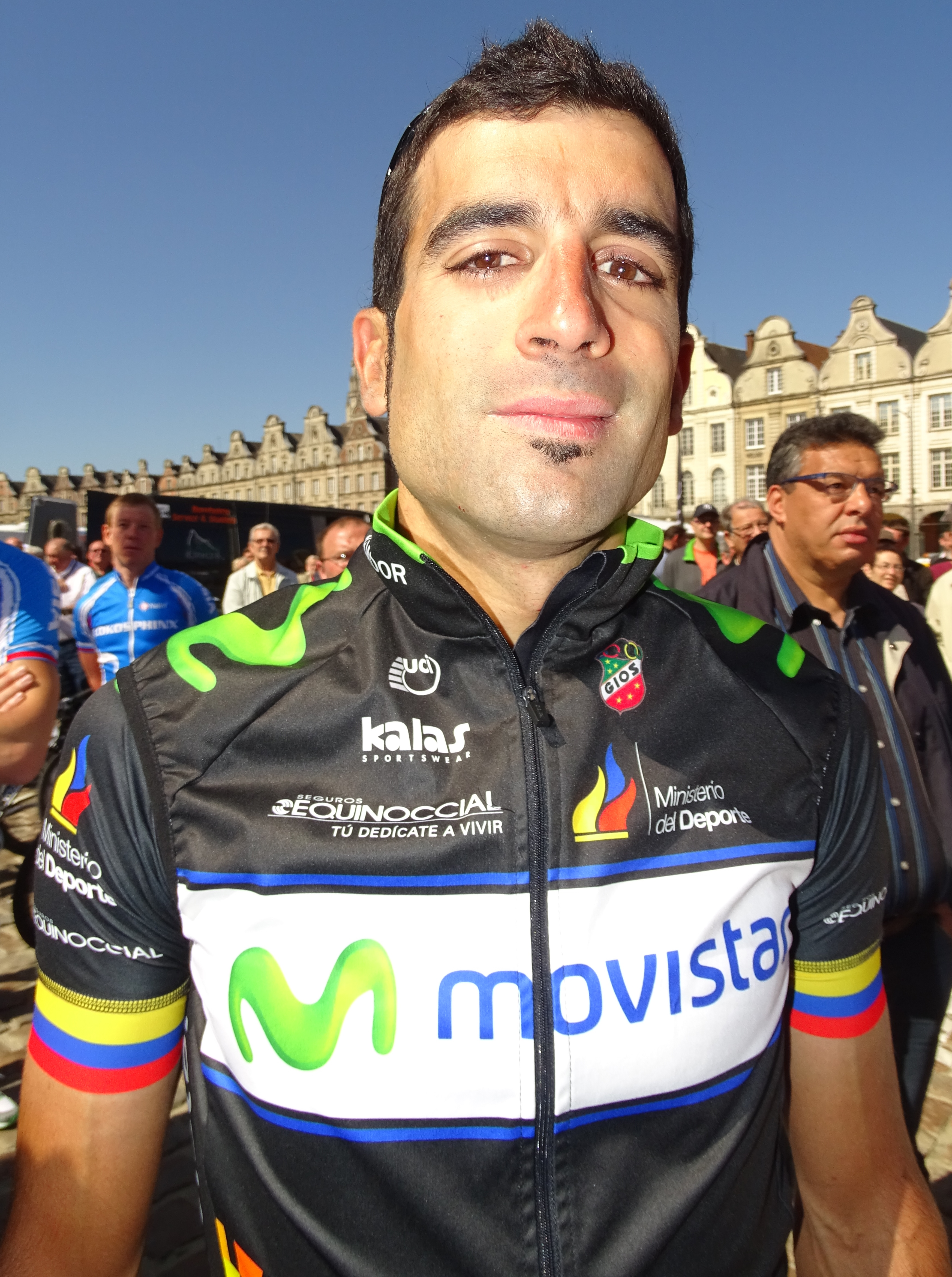
Daniel Dominguez.
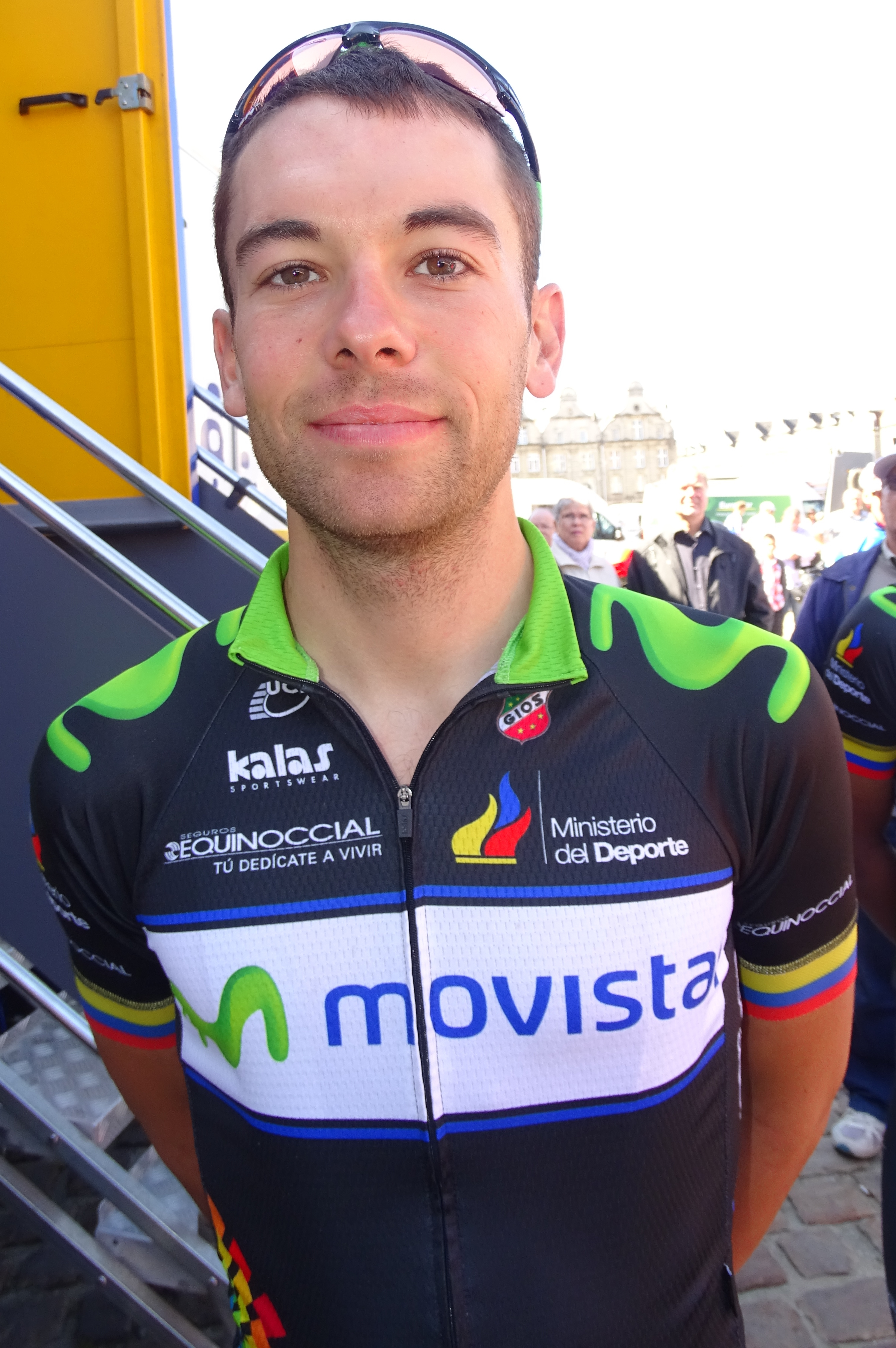
Higinio Fernández.
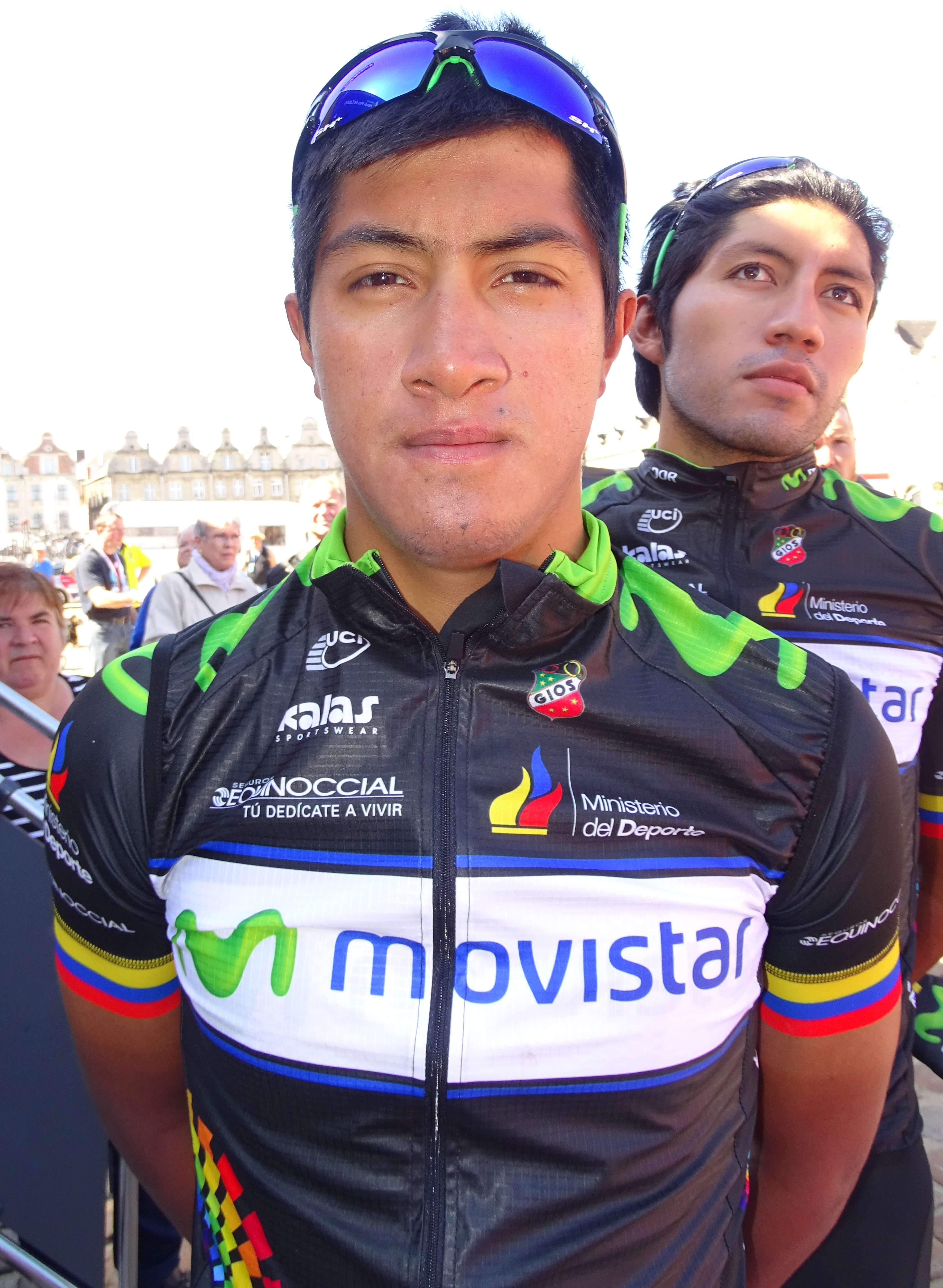
Jorge Luis Montenegro.
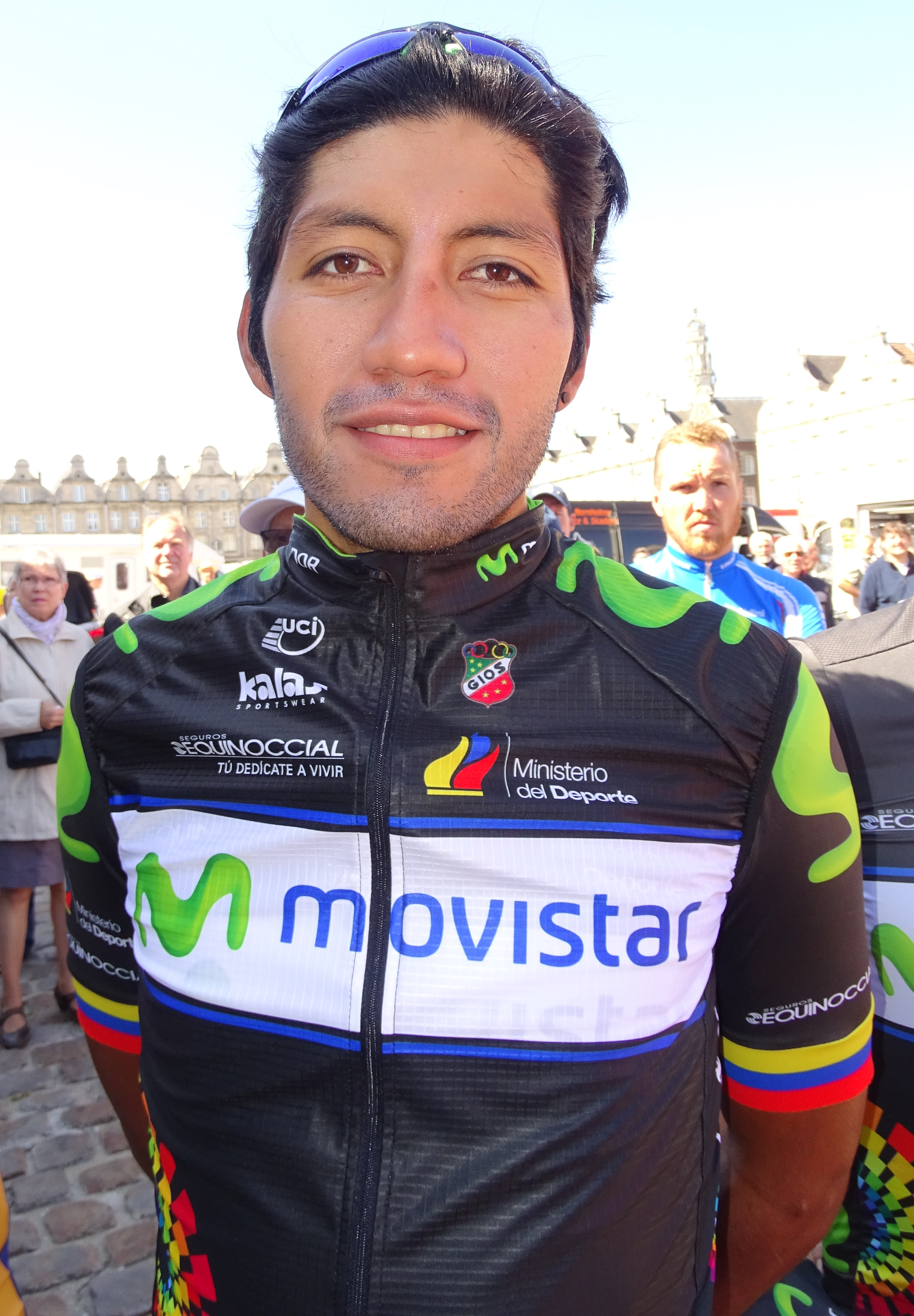
Carlos Quishpe.
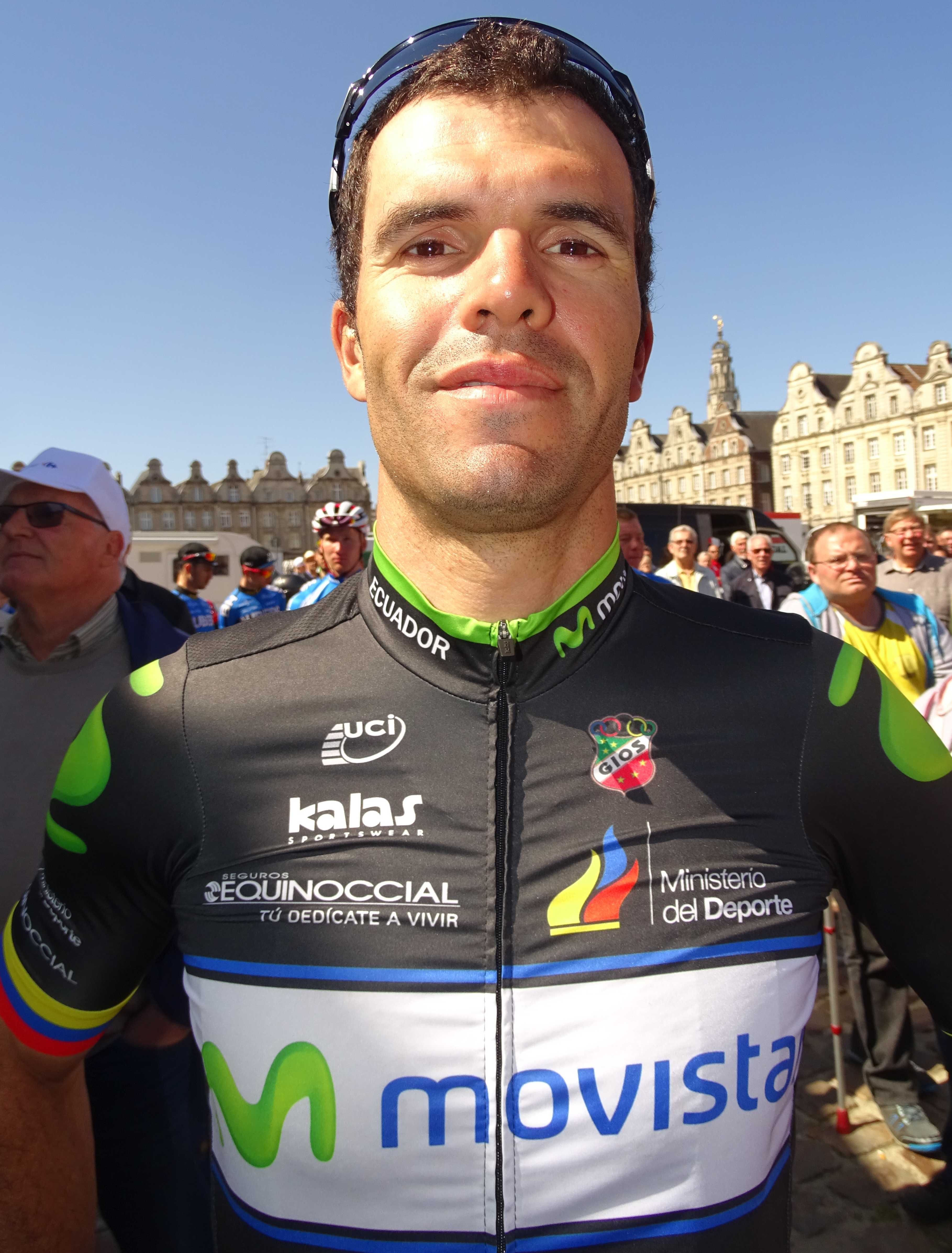
Jaume Rovira.

## Bilan de la saison

### Victoires
| Date       | Course                                                     | Pays      | Classe | Vainqueur      |
| ---------- | ---------------------------------------------------------- | --------- | ------ | -------------- |
| 07/03/2015 | 1re étape du Grand Prix international de Guadiana          | Portugal  | 2.2    | Jordi Simón    |
| 08/03/2015 | Classement général du Grand Prix international de Guadiana | Portugal  | 2.2    | Jordi Simón    |
| 10/04/2015 | 3e étape du Tour du Rio Grande do Sul                      | Brésil    | 2.2    | Byron Guamá    |
| 11/04/2015 | 4e étape du Tour du Rio Grande do Sul                      | Brésil    | 2.2    | Byron Guamá    |
| 12/04/2015 | Classement général du Tour du Rio Grande do Sul            | Brésil    | 2.2    | Byron Guamá    |
| 02/05/2015 | 5e étape du Tour du Mexique                                | Mexique   | 2.2    | Byron Guamá    |
| 16/06/2015 | 5e étape du Tour du Venezuela                              | Venezuela | 2.2    | Byron Guamá    |
| 25/06/2015 | Championnat d'Équateur sur route                           | Équateur  | CN     | José Ragonessi |

### Classements UCI

#### UCI America Tour
L'équipe Ecuador termine à la 7e place de l'America Tour avec 293 points. Ce total est obtenu par l'addition des points des huit meilleurs coureurs de l'équipe au classement individuel, cependant seuls cinq coureurs sont classés,.
| Rang | Coureur               | Points |
| ---- | --------------------- | ------ |
| 2    | Byron Guamá           | 198    |
| 66   | Segundo Navarrete     | 41     |
| 72   | José Ragonessi        | 40     |
| 304  | Jorge Luis Montenegro | 8      |
| 358  | Esteban Villareal     | 6      |

#### UCI Africa Tour
L'équipe Ecuador termine à la 18e place de l'Africa Tour avec 2 points. Ce total est obtenu par l'addition des points des huit meilleurs coureurs de l'équipe au classement individuel, cependant seul un coureur est classé,.
| Rang | Coureur       | Points |
| ---- | ------------- | ------ |
| 212  | Albert Torres | 2      |